# Ingen andre
Ingen andre er det andet studiealbum fra den danske rapper TopGunn. Albummet udkom den 3. august 2015 på Spotify og generelt den 5. august. "Mig & mit hoved" / "Kongens Have" blev udgivet som dobbelt-single den 2. juni 2014, hvoraf "Kongens Have" blev et stort hit med dobbelt-platin for streaming. Sangen er skrevet i samarbejde med produceren Lasse Kramhøft, og var oprindeligt tiltænkt Mariah Carey.

## Spor
| #   | Titel                       | Sangskriver(e)                                            | Længde |
| --- | --------------------------- | --------------------------------------------------------- | ------ |
| 1.  | "Drama" (featuring Johnson) | Henrik Wolsing, Oliver Gammelgaard Nielsen                | 3:10   |
| 2.  | "Superstjerne"              | Wolsing, Nielsen                                          | 3:31   |
| 3.  | "Ingen andre"               | Wolsing, Nielsen                                          | 2:36   |
| 4.  | "Beyonce"                   | August Fenger, Nielsen                                    | 3:08   |
| 5.  | "Kongens Have"              | Lasse Kramhøft, Nielsen                                   | 3:34   |
| 6.  | "Veninder"                  | Stefan Forrest, Morten Pilegaard, Morten Ristorp, Nielsen | 2:45   |
| 7.  | "6 liter"                   | Wolsing, Nielsen                                          | 2:32   |
| 8.  | "Svært ved at gå"           | Wolsing, Nielsen                                          | 3:02   |
| 9.  | "Rød kjole"                 | Wolsing, Nielsen                                          | 4:06   |
| 10. | "Mig & mit hoved"           | Wolsing, Nielsen                                          | 2:49   |